# Trouville-la-Haule
Pour les articles homonymes, voir Trouville (homonymie).
Ne doit pas être confondu avec Trouville-sur-Mer (Calvados), Trouville (Seine-Maritime) ou Tourville
Trouville-la-Haule est une commune française située dans le département de l'Eure, en région Normandie.

## Géographie

### Localisation
| Saint-Aubin-sur-Quillebeuf | Petiville (Seine-Maritime) | Vieux-Port                                                                          |
| Sainte-Opportune-la-Mare   | Trouville-la-Haule         | Aizier Bourneville-Sainte-Croix (comm. dél. de Sainte-Croix-sur-Aizier) Tocqueville |
| Saint-Thurien              | Fourmetot                  | Bourneville-Sainte-Croix (comm. dél. de Bourneville)                                |

### Hydrographie
La commune est située dans le bassin Seine-Normandie. Elle est drainée par la Seine,.
La Seine, qui prend sa source à Source-Seine, en Côte-d'Or, sur le plateau de Langres, traverse le département avec de larges méandres dans sa partie nord-est et se jette dans la Manche entre Le Havre et Honfleur. 
Un plan d'eau complète le réseau hydrographique : la mare du Hamel (0,08 ha),.

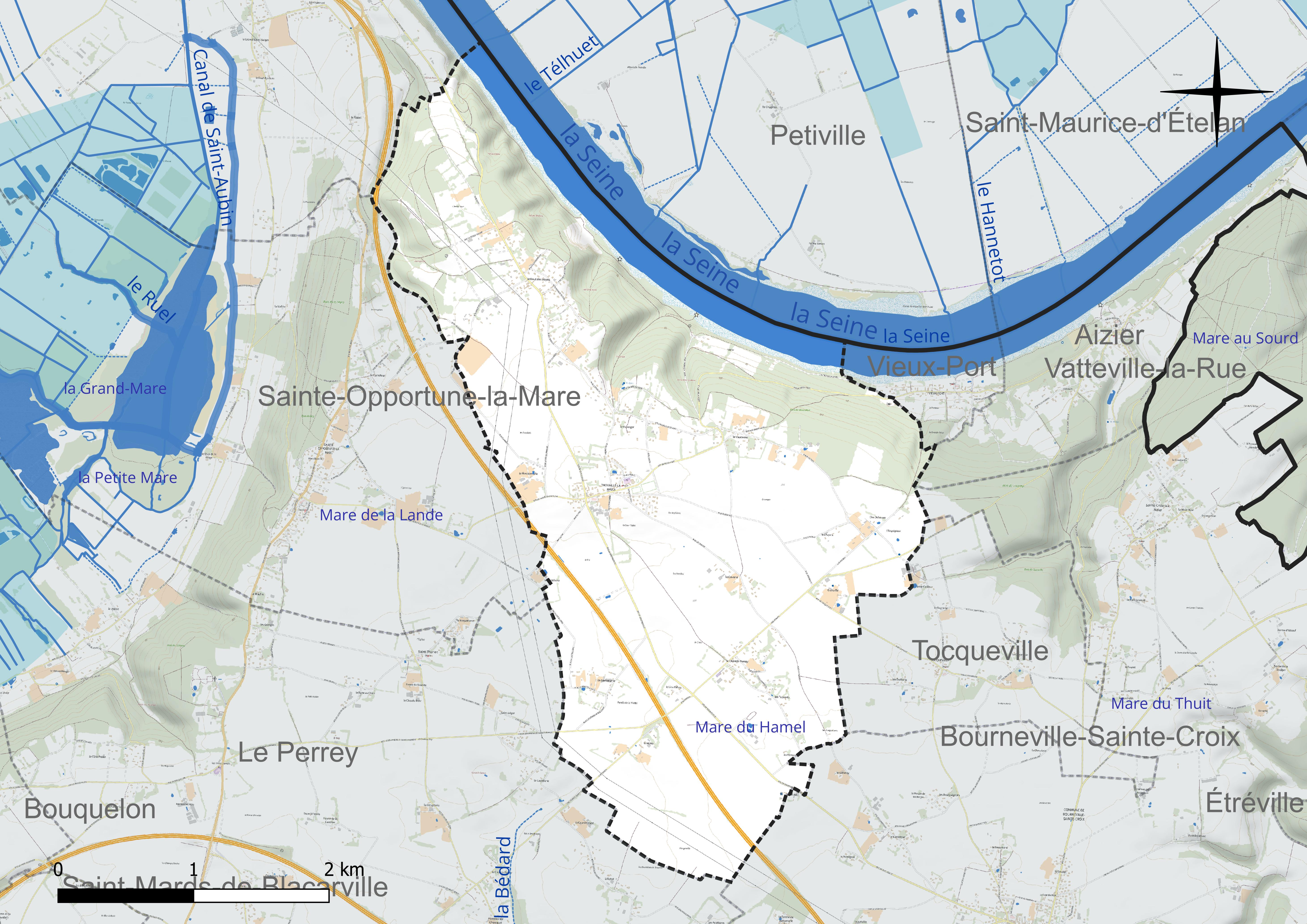
Réseau hydrographique de Trouville-la-Haule.

### Climat
Pour des articles plus généraux, voir Climat de la Normandie et Climat de l'Eure.
En 2010, le climat de la commune est de type climat océanique franc, selon une étude du CNRS s'appuyant sur une série de données couvrant la période 1971-2000. En 2020, Météo-France publie une typologie des climats de la France métropolitaine dans laquelle la commune est exposée à un climat océanique et est dans la région climatique  Côtes de la Manche orientale, caractérisée par un faible ensoleillement (1 550 h/an) ; forte humidité de l’air (plus de 20 h/jour avec humidité relative > 80 % en hiver), vents forts fréquents. Parallèlement le GIEC normand, un groupe régional d’experts sur le climat, différencie quant à lui, dans une étude de 2020, trois grands types de climats pour la région Normandie, nuancés à une échelle plus fine par les facteurs géographiques locaux. La commune est, selon ce zonage, exposée à un « climat contrasté des collines », correspondant au Pays d’Auge, Lieuvin et Roumois, moins directement soumis aux flux océaniques et connaissant toutefois des précipitations assez marquées en raison des reliefs collinaires qui favorisent leur formation.
Pour la période 1971-2000, la température annuelle moyenne est de 10,5 °C, avec  une amplitude thermique annuelle de 13,4 °C. Le cumul annuel moyen de précipitations est de 888 mm, avec 13,1 jours de précipitations en janvier et 8,8 jours en juillet. Pour la période 1991-2020, la température moyenne annuelle observée sur la station météorologique la plus proche, située sur la commune de Petiville à 5 km à vol d'oiseau, est de 12,0 °C et le cumul annuel moyen de précipitations est de 844,9 mm,. Pour l'avenir, les paramètres climatiques de la commune estimés pour 2050 selon différents scénarios d’émission de gaz à effet de serre sont consultables sur un site dédié publié par Météo-France en novembre 2022.

### Milieux naturels et biodiversité
La commune fait partie du parc naturel régional des Boucles de la Seine normande.

## Urbanisme

### Typologie
Au 1er janvier 2024, Trouville-la-Haule est catégorisée commune rurale à habitat dispersé, selon la nouvelle grille communale de densité à 7 niveaux définie par l'Insee en 2022.
Elle est située hors unité urbaine. Par ailleurs la commune fait partie de l'aire d'attraction du Havre, dont elle est une commune de la couronne,. Cette aire, qui regroupe 116 communes, est catégorisée dans les aires de 200 000 à moins de 700 000 habitants,.

### Occupation des sols
L'occupation des sols de la commune, telle qu'elle ressort de la base de données européenne d’occupation biophysique des sols Corine Land Cover (CLC), est marquée par l'importance des territoires agricoles (71,4 % en 2018), une proportion identique à celle de 1990 (71,4 %). La répartition détaillée en 2018 est la suivante : 
terres arables (45,4 %), forêts (20,9 %), prairies (20,3 %), eaux continentales (7,7 %), zones agricoles hétérogènes (5,7 %). L'évolution de l’occupation des sols de la commune et de ses infrastructures peut être observée sur les différentes représentations cartographiques du territoire : la carte de Cassini (XVIIIe siècle), la carte d'état-major (1820-1866) et les cartes ou photos aériennes de l'IGN pour la période actuelle (1950 à aujourd'hui).

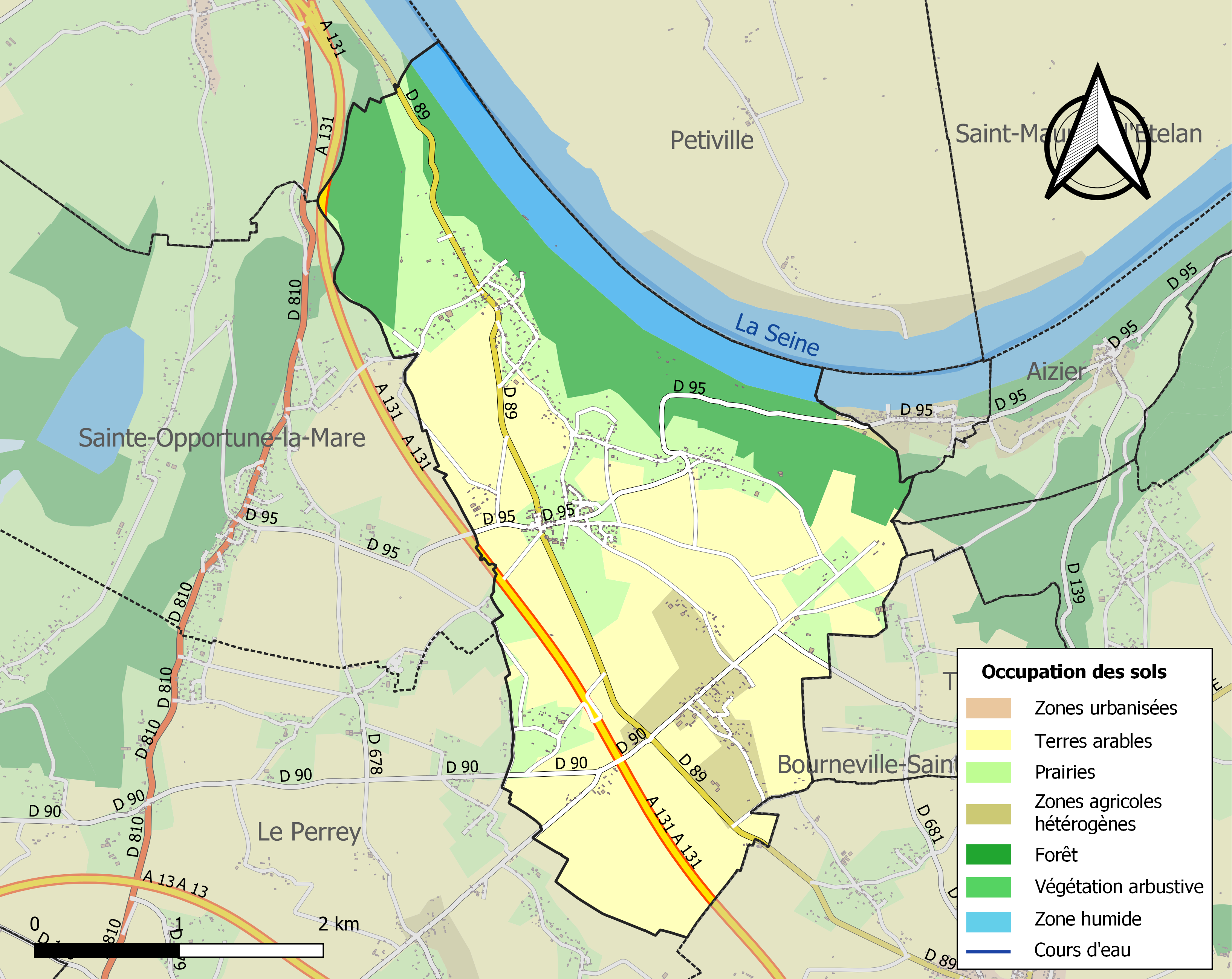
Carte des infrastructures et de l'occupation des sols de la commune en 2018 (CLC).

## Toponymie
Le nom de la localité est attesté sous les formes à la finale latinisée Turotvilla vers 999 (charte de Richard II), Turoltvilla en 1025, Turolvilla vers 1060 (charte de Guillaume le Conquérant), Turovilla en 1174 (charte de Henri II), Torovilla en 1205, Toronvilla et Turovilla en 1258, Trouvilla en 1338 (cartulaire de Jumiéges), puis Trouville sur Seine en 1708 (Th. Corneille), Trouville-sur-Quillebeuf en 1828 (Louis Du Bois).
La « demeure de Turold »,, indique un passé scandinave, faisant suite à une occupation gauloise et gallo-romaine.
La Haule : « la grange », endroit ou se trouvait une vaste grange dîmière de l’abbaye de Jumièges, voisine de l’église de Trouville-la-Haule, qui a donné son nom au lieu-dit.

## Histoire
En 1026, Richard II de Normandie donna Trouville au religieux de l'abbaye de Jumièges. Les moines firent de ce village une baronnie, centre religieux et administratif important. Ils construisirent un établissement agricole près de l'église, une maison et de nombreuses dépendances leur permettaient de grouper toutes leurs activités. Il s'y trouvait des étables, un colombier, une tuilerie et surtout une grange dimière qui a donné son nom au village la Haule. Ce bâtiment devait contenir une gerbe sur dix de toutes les gerbes moissonnées dans toute la baronnie qui comprenait une partie de Quillebeuf, Saint-Aubin, Trouville, Sainte-Opportune-la-Mare et Vieux-Port. La ferme de la Haule existe toujours. Le village prit rapidement de l'extension.
L'église, dédiée à la Vierge, fut rapidement trop petite et agrandie à plusieurs reprises.
Les religieux de Jumièges avait droit de justice. Beaucoup de procès furent plaidés, notamment ceux relatifs aux terres que la Seine laissait à découvert périodiquement.
Trouville, construite sur le plateau, possède pourtant la portion de fleuve la plus importante du canton. C'est la raison pour laquelle des bateaux à fonction d’ex-voti ont été gravés dans la pierre des murs de l'église. Selon une légende, il existait un manoir Fauvel où vivait Galswinthe, dont les ruines hypothétiques cacheraient un trésor, dont la pierre aux mille facettes, qui était gardé par un animal fantastique.

## Politique et administration

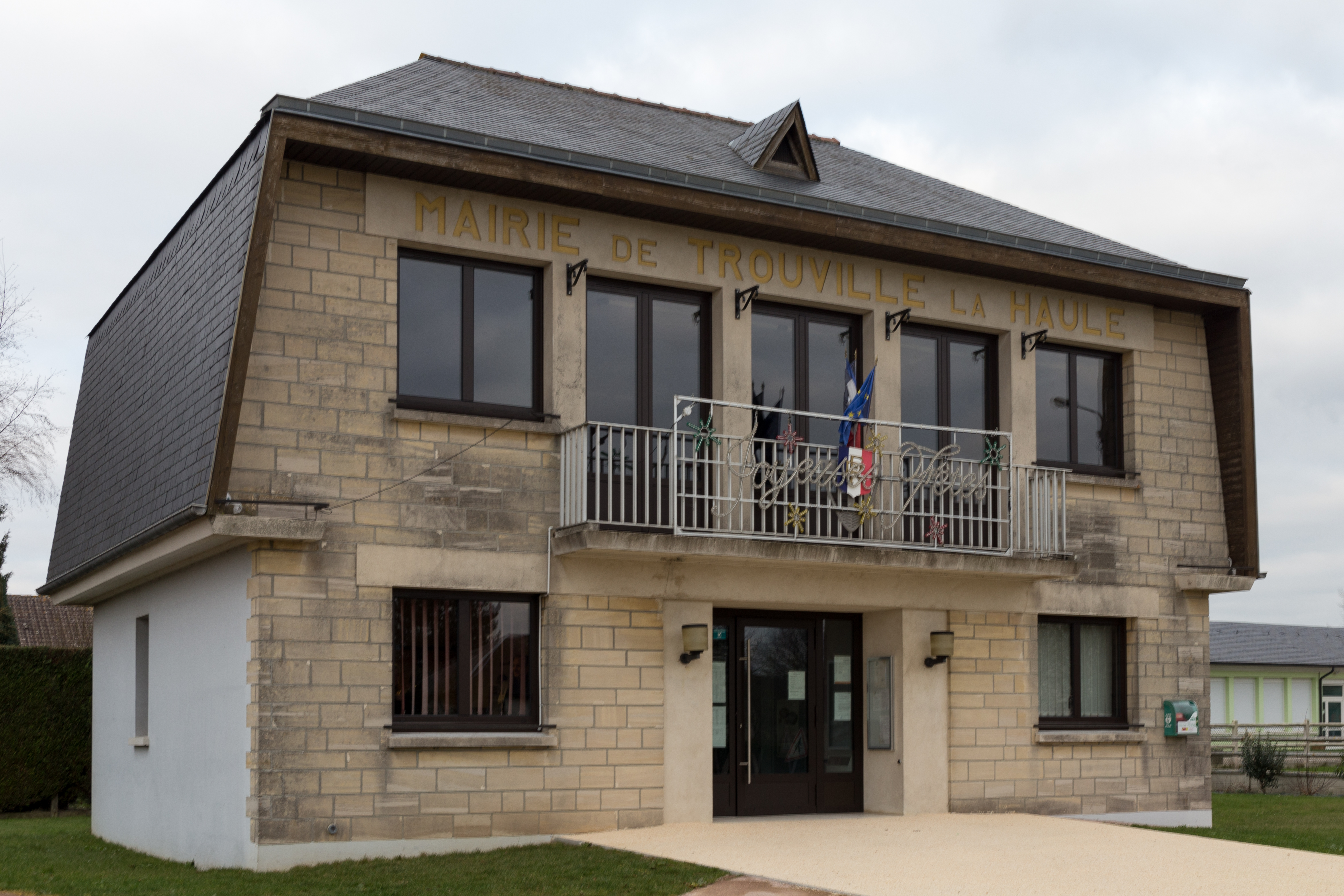
La mairie.

| Période                                  | Période  | Identité          | Étiquette | Qualité                     |
| ---------------------------------------- | -------- | ----------------- | --------- | --------------------------- |
|                                          | 2008     | Damien Mercier    | DVG       |                             |
| mars 2008                                | 2020     | Évelyne Desmarais | DVG-PS    | Retraitée Fonction publique |
| 2020                                     | En cours | Damien Mercier    | DVG       |                             |
| Les données manquantes sont à compléter. |          |                   |           |                             |

## Population et société

### Démographie
L'évolution du nombre d'habitants est connue à travers les recensements de la population effectués dans la commune depuis 1793. Pour les communes de moins de 10 000 habitants, une enquête de recensement portant sur toute la population est réalisée tous les cinq ans, les populations de référence des années intermédiaires étant quant à elles estimées par interpolation ou extrapolation. Pour la commune, le premier recensement exhaustif entrant dans le cadre du nouveau dispositif a été réalisé en 2004.

En 2022, la commune comptait 754 habitants, en évolution de −1,95 % par rapport à 2016 (Eure : −0,25 %, France hors Mayotte : +2,11 %).
| 1793 | 1800 | 1806 | 1821 | 1831 | 1836 | 1841 | 1846 | 1851  |
| ---- | ---- | ---- | ---- | ---- | ---- | ---- | ---- | ----- |
| 769  | 809  | 843  | 955  | 946  | 830  | 858  | 829  | 1 003 |

| 1856  | 1861  | 1866 | 1872 | 1876 | 1881 | 1886 | 1891 | 1896 |
| ----- | ----- | ---- | ---- | ---- | ---- | ---- | ---- | ---- |
| 1 076 | 1 019 | 799  | 728  | 712  | 703  | 681  | 665  | 640  |

| 1901 | 1906 | 1911 | 1921 | 1926 | 1931 | 1936 | 1946 | 1954 |
| ---- | ---- | ---- | ---- | ---- | ---- | ---- | ---- | ---- |
| 666  | 576  | 568  | 512  | 521  | 524  | 510  | 517  | 534  |

| 1962 | 1968 | 1975 | 1982 | 1990 | 1999 | 2004 | 2006 | 2009 |
| ---- | ---- | ---- | ---- | ---- | ---- | ---- | ---- | ---- |
| 553  | 571  | 601  | 623  | 676  | 646  | 697  | 714  | 757  |

| 2014 | 2019 | 2022 | - | - | - | - | - | - |
| ---- | ---- | ---- | - | - | - | - | - | - |
| 775  | 762  | 754  | - | - | - | - | - | - |

## Culture locale et patrimoine

### Lieux et monuments
- L'église Notre-Dame[26]
- Château[27]
- Château à Gainville[28]
- Ancien phare[29]
- Pitarcadaire[30]

Église Notre-Dame
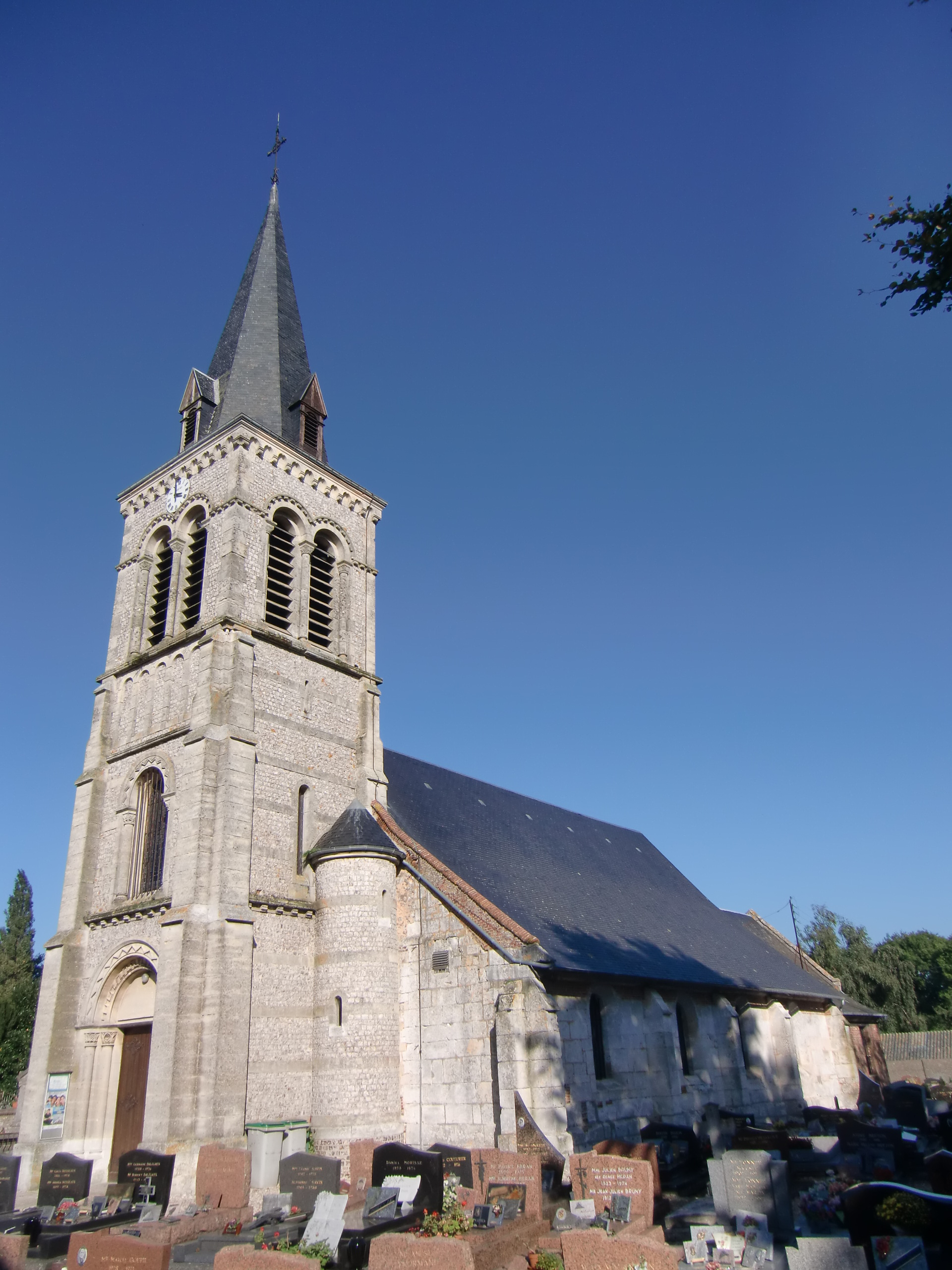
L'église.
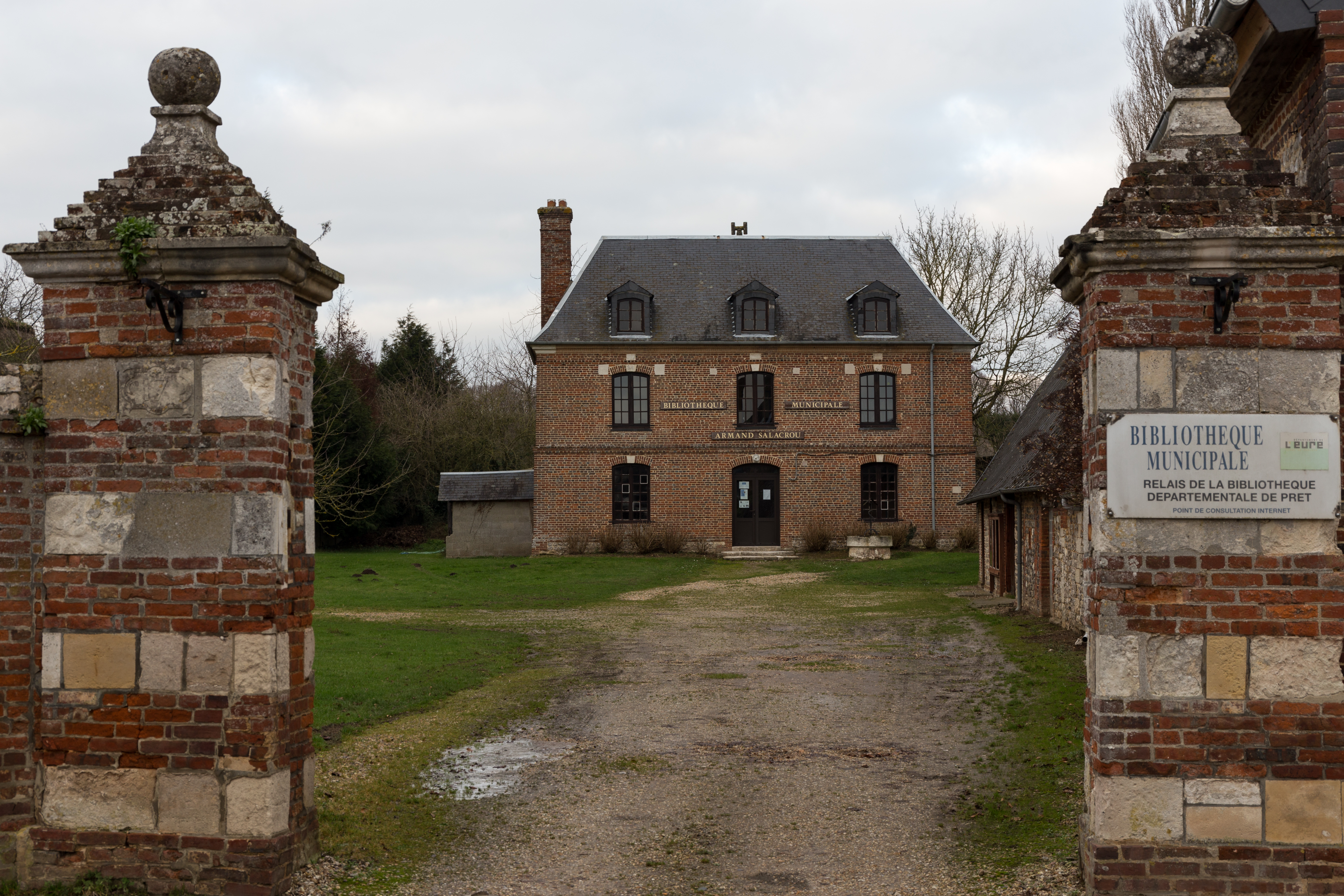
La bibliothèque.

### Personnalités liées à la commune
Armand Salacrou y a passé six mois par an pendant quinze ans à partir de 1935 et y a écrit de nombreuses pièces de théâtre dont L'Inconnue d'Arras.

### Héraldique
| Blason de Trouville-la-Haule | Blason  | D'argent au griffon mariné de sinople portant à l'épaule un diamant taillé en losange du champ, chaperonné d'azur et terrassé de sinople. |
| Blason de Trouville-la-Haule | Détails | Création Denis Joulain. Adopté le 13 novembre 2013.                                                                                       |